# Beverly Peele
Beverly Peele (Los Angeles, 18 marzo 1975) è una supermodella statunitense, comparsa sulle copertine di oltre 250 riviste.

## Carriera
Beverly Peele inizia la propria carriera di modella nel 1987 ed appare per la prima volta sulla copertina di una rivista, quella di Mademoiselle, nel 1989. Nel corso degli anni la Peele è stata testimonial per le campagne pubblicitarie di Ralph Lauren, Donna Karan, Versace, fra gli altri. Inoltre ha sfilato per Chanel e Comme des Garçons. Fra le copertine in cui è apparsa Beverly Peele vanno citate almeno Vogue, Mademoiselle, Elle, e Cosmopolitan. Viene spesso paragonata alla collega Naomi Campbell, e viene persino soprannominata dai media Baby Naomi.
Nel 1995 e nel 1996 sfila per Victoria's Secret.
Oltre a lavorare come modella, la Peele è apparsa in un video musicale di Heavy D & the Boyz (Nuttin' but Love) e in uno di George Michael (Too Funky insieme alle colleghe Nadja Auermann, Tyra Banks, Linda Evangelista, Estelle Hallyday, e Rossy de Palma). Nel 1997 è comparsa nei telefilm Sister, Sister e Girlfriends, e nel 2002 nel film Sweet Friggin' Daisies.

## Vita privata
Nel 1995 si è ritirata dalla carriera di modella, dopo aver avuto la prima figlia, Cairo. Nel 2005, la Peele è stata arrestata per aver fatto degli acquisti con una carta di credito, presa da un portafogli trovato in un supermercato. Nel 2006 la Peele è stata condannata ad una multa di 4000 dollari e 300 ore di lavori socialmente utili, oltre a risarcire l'American Express per ulteriori 900 dollari.

## Agenzie
- The Pinkerton Model and Talent Company